# Bjała Słatina (gmina)
Bjała Słatina (bułg. Община Бяла Слатина)  − gmina w północno-zachodniej Bułgarii, w obwodzie Wraca.

## Miejscowości
Miejscowości wchodzące w skład gminy Bjała Słatina:
- Ałtimir (bułg.: Алтимир),
- Bjała Słatina (bułg.: Бяла Слатина) – siedziba gminy,
- Bukowec (bułg.: Буковец),
- Byrdarski geran (bułg.: Бърдарски геран),
- Byrkaczewo (bułg.: Бъркачево),
- Draszan (bułg.: Драшан),
- Gabare (bułg.: Габаре),
- Galicze (bułg.: Галиче),
- Komarewo (bułg.: Комарево),
- Popica (bułg.: Попица),
- Sokołare (bułg.: Соколаре),
- Tłaczene (bułg.: Тлачене),
- Tyrnak (bułg.: Търнак),
- Tyrnawa (bułg.: Търнава),
- Wranjak (bułg.: Враняк).